# Equação do quinto grau

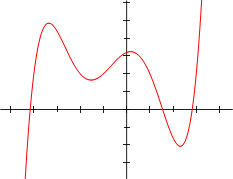
Gráfico de uma função do quinto grau

Em matemática, uma equação do quinto grau ou equação quíntica é o resultado de um polinômio do quinto grau igualado a zero. Um exemplo,
{\displaystyle 3x^{5}-2x^{4}+4x^{3}-26x^{2}-28x+48=0\,}
A forma geral de uma equação do quinto grau é:
{\displaystyle ax^{5}+bx^{4}+cx^{3}+dx^{2}+ex+f=0\,}, com {\displaystyle a\neq 0.}
Suporemos sempre que {\displaystyle a} é diferente de zero, pois no contrário seria uma equação de grau 4.
Como podemos deduzir do Teorema fundamental da álgebra, uma equação do quinto grau terá sempre cinco raízes, quer complexas ou duplicadas.

## Insolubilidade da quíntica
Resolver a equação do quinto grau significa encontrar as suas raízes.
Pelo Teorema de Abel-Ruffini, não é possível resolver uma equação qualquer de grau igual ou superior a 5 através de transformações algébricas dos radicais, isto é, não é possível encontrar uma fórmula ou algoritmo algébrico geral para resolver todas as equações de grau 5, 6, e assim por diante. Existem, no entanto, critérios que determinam quais equações são solúveis por operações algébricas analisando-se casos específicos.
Por exemplo, a equação {\displaystyle x^{5}-x+1=0}  não é solúvel por radicais, mas a equação {\displaystyle x^{5}-5x^{4}-10x^{3}-10x^{2}-5x-1=0\,} (cuja única solução real é {\displaystyle x=1+{\sqrt[{5}]{2}}+{\sqrt[{5}]{4}}+{\sqrt[{5}]{8}}+{\sqrt[{5}]{16}}\,}) é solúvel. Métodos para achar soluções aproximadas são possíveis através do Cálculo Numérico, por exemplo o método de Newton-Raphson.
Existem métodos que reduzem uma equação geral do quinto grau, eliminando sucessivamente os coeficientes dos termos do quarto, terceiro e segundo grau, através de operações com radicais (estas operações são feitas resolvendo-se equações do quarto grau ou menor). Em seguida, chega-se a uma equação da forma
{\displaystyle x^{5}+px+q=0\,}
que pode ser resolvida pelo radical de Bring ou através de funções teta.